# Roques d'Empalomar
Les Roques d'Empalomar és una muntanya de 1.483 metres que es troba al municipi de Vallcebre, a la comarca catalana del Berguedà.